# Zástupná válka
Zástupná válka nebo válka v zastoupení je válka, ve které na ní nepřímo zúčastněné strany – státy – používají jiných stran, místo aby se střetly v přímém konfliktu.
Přeneseně je i tento pojem používán – mimo pojmu zástupný konflikt – v psychologii, sociologii a politice pro snahu osob nebo skupin prosadit názor nebo zájem nepřímo, v jiných okolnostech a souvislostech než kam by takové prosazování patřilo. Dále označují tyto pojmy i nasazení jiných ve vlastním zájmu, pokud možno tak, aby byli přesvědčení, že hájí zájmy své (viz též manipulace, populismus).

## 20. století
Španělská občanská válka byla i slavnou zástupnou válkou a jedním z konfliktů vedoucích k pokračování první světové války druhou. V tomto konfliktu se nepřímo, ale intenzívně, střetly také Itálie, Německo a SSSR.[zdroj?]
V novějších dějinách byly zástupné války běžné a časté za tzv. studené války, kdy proti sobě stály dva bloky vysoce ozbrojených atomových mocností – SSSR a USA. Obavy z eskalace případných přímých ozbrojených konfliktů až do nukleární války s katastrofálními důsledky – viz též MAD Mutual assured destruction, „Vzájemně zaručené zničení“ – vedly k podpoře jakéhokoliv vhodného konfliktu jiných stran. Tak se tyto mocnosti silně angažovaly ve válkách v Angole, Koreji, Vietnamu, Afghánistánu a dalších. Také sem řadíme severoamerickou CIA financované kampaně jihoamerických pravicových diktatur (viz operace Condor) proti opozičním představitelům a za odstranění sovětského vlivu v oblasti.[zdroj?]

## 21. století
Novějším takovým konfliktem je například II. konžská válka, při které vlády Demokratické republiky Kongo, Ugandy a Rwandy používaly, a i nadále používají, nejrůznějších ozbrojených skupin (z hlediska mezinárodního válečného práva tzv. neregulérních).[zdroj?]

## Terorismus
Zatímco mocnosti, nebo jiné silnější strany konfliktů, používají především vlády států v zástupných konfliktech, nevyhýbají se ani podpoře teroristických a podobných skupin, ve válečné hierarchii nejslabších. Často je předkládán argument, že je tím možné účinně ohrozit nepřítele, aniž by byla vyvolána rozsáhlejší válka.[zdroj?]
I pro slabší státy je podpora takových skupin vítanou a účinnou strategií. Například Írán podporuje Hizballáh proti společnému nepříteli Izraeli. Nebo Pákistán podporuje různé protiindické skupiny v Kašmíru, pokud zrovna sám neválčí s Indií.[zdroj?]
Ve stínu větších konfliktů zpravidla probíhají zástupné konflikty menší. Například během Íránsko-irácké války obě strany ozbrojovaly a podporovaly skupiny v První libanonské válce a podporovaly násilné pokračování konfliktu.[zdroj?]
Samozřejmě, že ozbrojené skupiny mají také své zájmy, které vůbec nemusejí být v zájmu stran, které je podporují. Tak například podpora USA skupin bojujících proti sovětské invazi v Afghánistánu vedla k jejich posílení a umožnila jim nebo jejich následníkům účinně se obrátit proti USA.[zdroj?]